# Grand Prix Francji 1966
Grand Prix Francji 1966 (oryg. Grand Prix de l’ACF), Grand Prix Europy 1966 – 3. runda Mistrzostw Świata Formuły 1 w sezonie 1966, która odbyła się 3 lipca 1966, po raz 11. na torze Reims-Gueux.
52. Grand Prix Francji, 16. zaliczane do Mistrzostw Świata Formuły 1.

## Klasyfikacja
| Legenda oznaczeń w tabelach wyników Wyświetl szablon na nowej stronie | Legenda oznaczeń w tabelach wyników Wyświetl szablon na nowej stronie                                                                     |
| Oznaczenie                                                            | Wyjaśnienie |
| --------------------------------------------------------------------- | --- |
| Złoty                                                                 | Zwycięzca lub mistrzostwo |
| Srebrny                                                               | 2. miejsce lub wicemistrzostwo |
| Brązowy                                                               | 3. miejsce lub II wicemistrzostwo |
| Zielony                                                               | Ukończył, punktował (w klasyfikacji generalnej, gdy zdobył co najmniej jeden punkt na przestrzeni sezonu, poza trzema powyższymi opcjami) |
| Niebieski                                                             | Ukończył, nie punktował (w klasyfikacji generalnej, gdy nie zdobył co najmniej jednego punktu na przestrzeni sezonu)                      |
| Czerwony                                                              | Nie zakwalifikował się (NZ) |
| Czerwony                                                              | Nie prekwalifikował się (NPK) |
| Różowy                                                                | Nie ukończył (NU) |
| Różowy                                                                | Niesklasyfikowany (NS) (w klasyfikacji generalnej, gdy nie został sklasyfikowany w żadnym wyścigu sezonu)                                 |
| Czarny                                                                | Zdyskwalifikowany (DK) |
| Czarny                                                                | Wykluczony (WYK/EX) |
| Biały                                                                 | Nie wystartował (NW) |
| Biały                                                                 | Kontuzjowany (K/INJ) |
| Biały                                                                 | Wyścig odwołany (OD/C) |
| Bez koloru                                                            | Został wycofany (WYC/WD) |
| Bez koloru                                                            | Nie przybył (NP/DNA) |
| Bez koloru                                                            | Nie brał udziału w treningach (NT/DNP) |
| Bez koloru                                                            | Nie został zgłoszony (–) |
| Pogrubienie                                                           | Start z pole position |
| Kursywa                                                               | Najszybsze okrążenie wyścigu |
| †                                                                     | Nie ukończył, ale jego rezultat został zaliczony ze względu na przejechanie więcej niż 90% dystansu wyścigu.                              |
| *                                                                     | Sezon w trakcie |
| 1/2/3                                                                 | Punktowana pozycja w sprincie kwalifikacyjnym                                                                                             |
| Lista systemów punktacji Formuły 1                                    | |

Źródło: F1Ultra
| Poz. | Nr. | Kierowca        | Konstruktor     | Okrążenia | Czas/powód NU      | Poz. start. | Punkty |
| ---- | --- | --------------- | --------------- | --------- | ------------------ | ----------- | ------ |
| 1    | 12  | Jack Brabham    | Brabham-Repco   | 48        | 1:48:31.3          | 4           | 9      |
| 2    | 22  | Mike Parkes     | Ferrari         | 48        | + 9.5              | 3           | 6      |
| 3    | 14  | Denny Hulme     | Brabham-Repco   | 46        | + 2 okrążenia      | 9           | 4      |
| 4    | 6   | Jochen Rindt    | Cooper-Maserati | 46        | + 2 okrążenia      | 5           | 3      |
| 5    | 26  | Dan Gurney      | Eagle-Climax    | 45        | + 3 okrążenia      | 14          | 2      |
| 6    | 44  | John Taylor     | Brabham-BRM     | 45        | + 3 okrążenia      | 15          | 1      |
| 7    | 36  | Bob Anderson    | Brabham-Climax  | 44        | + 4 okrążenia      | 12          |        |
| 8    | 8   | Chris Amon      | Cooper-Maserati | 44        | + 4 okrążenia      | 7           |        |
| NS   | 42  | Guy Ligier      | Cooper-Maserati | 42        | Nie sklasyfikowany | 11          |        |
| NU   | 2   | Pedro Rodríguez | Lotus-Climax    | 40        | Wyciek oleju       | 13          |        |
| NS   | 20  | Lorenzo Bandini | Ferrari         | 37        | Nie sklasyfikowany | 1           |        |
| NS   | 30  | Jo Bonnier      | Brabham-Climax  | 32        | Nie sklasyfikowany | 17          |        |
| NU   | 16  | Graham Hill     | BRM             | 13        | Silnik             | 8           |        |
| NU   | 38  | Jo Siffert      | Cooper-Maserati | 10        | Probl. z paliwem   | 6           |        |
| NU   | 32  | Mike Spence     | Lotus-BRM       | 8         | Sprzęgło           | 10          |        |
| NU   | 10  | John Surtees    | Cooper-Maserati | 5         | Probl. z paliwem   | 2           |        |
| NU   | 4   | Peter Arundell  | Lotus-BRM       | 3         | Skrz. biegów       | 16          |        |

### Pole position
- Lorenzo Bandini – 2:07.8

### Najszybsze okrążenie
- Lorenzo Bandini – 2:11.3